# Dandie Dinmont-terrier
En Dandie Dinmont-terrier er en lille hunderace fra terrierfamilien. Racen har en meget lang krop, korte ben, og en karakteristisk "knold" af hår på hovedet.
Dandie Dinmont-terrier er navngivet efter Dandie Dinmont, en jovial landmand i Sir Walter Scott's roman Guy Mannering, som ejede mange terriere. Racen blev første gang registeret hos American Kennel Club (AKC) i 1888. I 1875 blev The Dandie Dinmont terrier Club grundlagt i Storbritannien, og dens aner kan føres tilbage til 1704.